# Kaplica Zmartwychwstania Pańskiego w Krakowie
Kaplica Zmartwychwstania Pańskiego – zabytkowa kaplica cmentarna znajdująca się w Krakowie, w dzielnicy I Stare Miasto, na Cmentarzu Rakowickim przy ul. Rakowickiej 26.

## Historia
Po założeniu Cmentarza Rakowickiego w 1803 r. wybudowano drewnianą kaplicę. Prowizoryczna budowla i jej nieestetyczny wygląd wywołały ostrą krytykę w prasie krakowskiej. Z racji uznania Krakowa za twierdzę i prowadzenia prac fortyfikacyjnych oraz faktu iż cmentarz znajdował się w bezpośrednim sąsiedztwie pasa fortyfikacyjnego wojskowe władze austriackie czyniły znaczne trudności przy próbach wzniesienia nowej kaplicy cmentarnej.
Pierwszy projekt nowej neogotyckiej kaplicy został odrzucony. Krakowski bankier Ludwik Helcel i jego żona Anna Helcel postanowili wznieść kaplicę na własny koszt powierzając realizację Józefowi Czeszce budowniczemu i podpułkownikowi austriackiej artylerii. Do realizacji przyjęto projekt budowli o niskich wymiarach, bez wież w typie neoklasycystycznym. Pozwolenie na budowę uzyskano w 1856 r., ale kamień węgielny z nieznanych dziś przyczyn położono dopiero 27 lipca 1861 r. Uroczystej konsekracji kaplicy dokonał biskup krakowski Ludwik Łętowski 28 października 1862 r.

## Wygląd i wnętrze
Neoklasycystyczna kaplica została wzniesiona na placu znajdującym się w centrum pierwotnego założenia cmentarza.
Nad wejściem do kaplicy znajduje się malowany na blasze obraz Matki Boskiej Częstochowskiej z 1937 r. oraz łaciński napis: „Beati qui in Domino moriuntur” („Błogosławieni, którzy umierają w Panu”).
Elementy dekoracyjne na zewnątrz i wewnątrz kaplicy wykonano z piaskowca, mensy i retabula ołtarza głównego i dwóch bocznych z drewna dębowego. Obraz malowany na płótnie przez Józefa Planka w 1862 r. z ołtarza głównego przedstawia scenę Zmartwychwstania Chrystusa. W ołtarzach bocznych znajdują się obrazy Matki Boskiej z Dzieciątkiem oraz klęczącym św. Stanisławem biskupem w szatach pontyfikalnych i św. Barbarą (pokazywany jedynie w niektórych okresach roku liturgicznego) oraz Śmierć św. Józefa.
Zgodnie z wolą fundatorów wyrażoną w akcie fundacyjnym w podziemiach kaplicy znajduje się krypta grobowa rodziny Helclów, ale tylko tych, którzy znali i władali językiem polskim. Na ścianach wewnątrz kaplicy umieszczono epitafia rodziny Helclów pochowanych w podziemiach wykonane z czarnego marmuru dębnickiego z portretami zmarłych malowanymi na blasze. Zobaczyć można portret fundatora Ludwika (1810–1872), jego żony Anny (1813–1880) oraz brata Ludwika Antoniego Zygmunta Helcla (1808–1870) prawnika, historyka i profesora UJ.

Wnętrze kaplicy
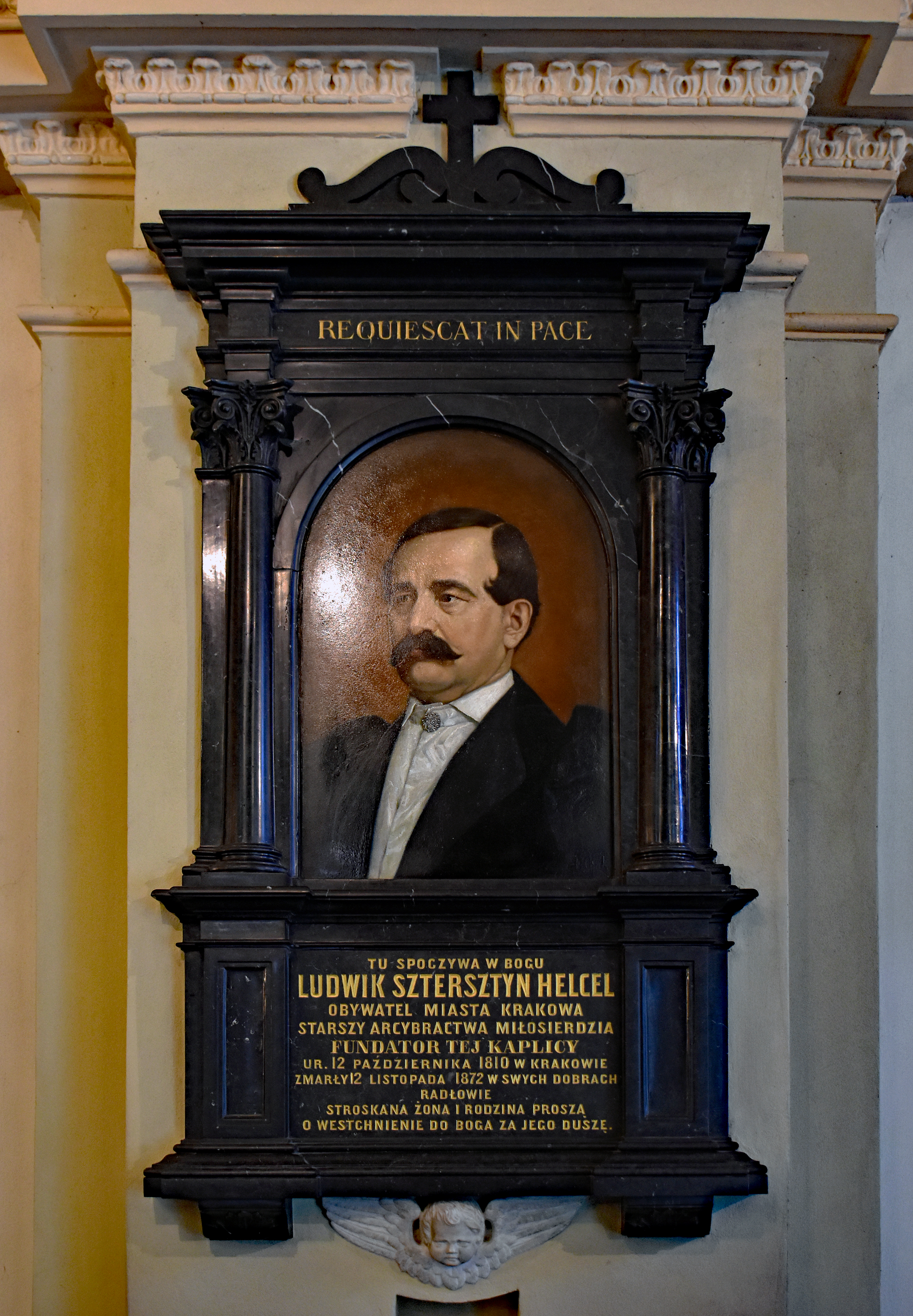
Epitafium Ludwika Helcla, fundatora kaplicy
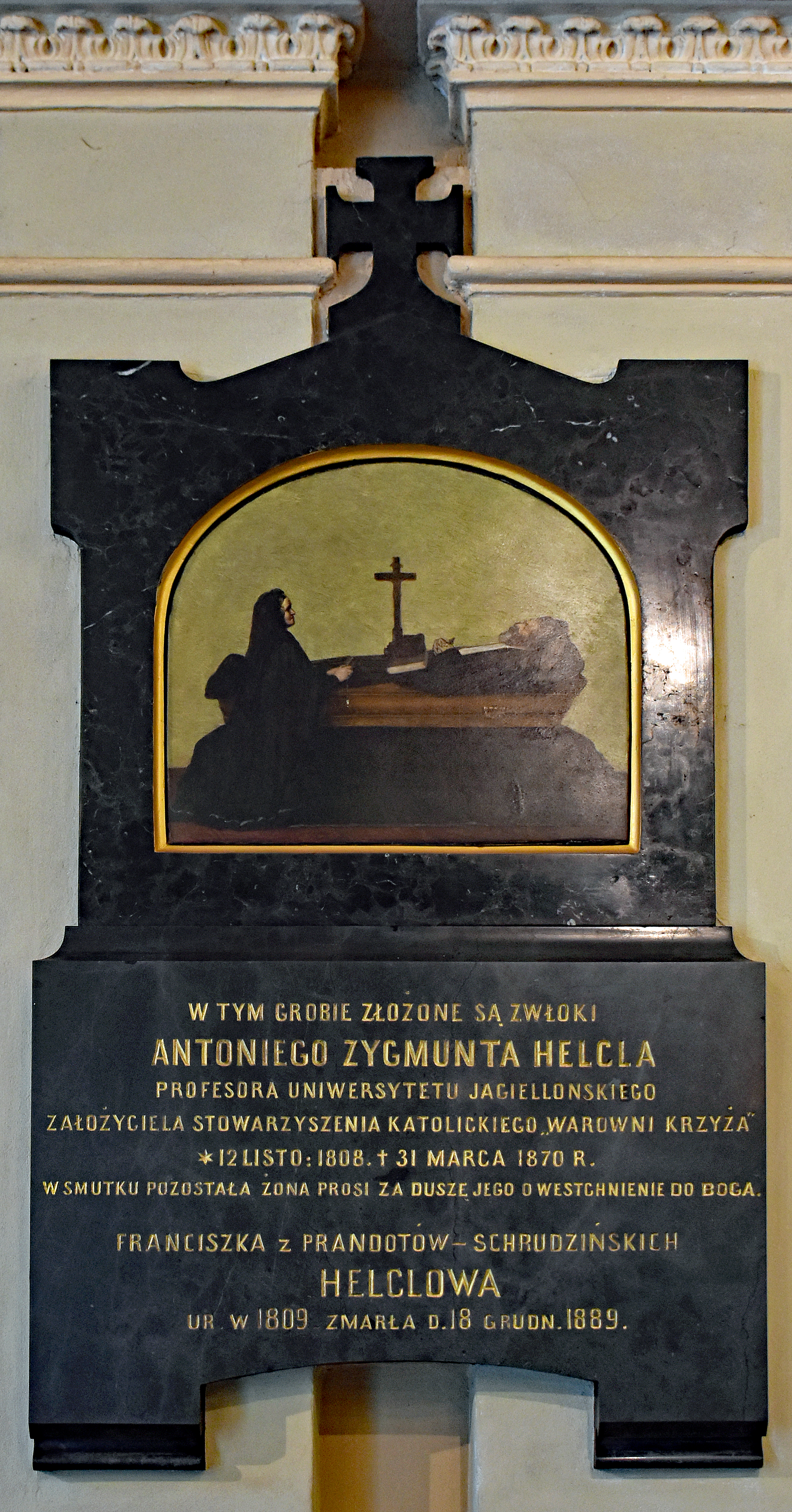
Eptafium Antoniego Helcla